# Diana Trujillo
Pour les articles homonymes, voir Trujillo.
Diana Trujillo Pomerantz (née en 1983 à Cali) est une latina colombienne ingénieure en aérospatiale colombienne.
Elle travaille au Jet Propulsion Laboratory (JPL) de la National Aeronautics and Space Administration (NASA) encadrant l'équipe responsable du bras robotique du rover Perseverance.